# Tom Prichard
Thomas Prichard (Pasadena (Texas), 18 augustus 1959) is een Amerikaans professioneel worstelaar die vooral bekend is van zijn tijd bij World Wrestling Federation/Entertainment. Prichard is de broer van Chris en Bruce Prichard.
In 1992 maakte Prichard zijn debuut in de WWF. Twee jaar later, in 1995, werd Prichard lid van The Bodydonnas en had de ringnaam, Bodydonna Zip. Hij bleef daar worstelen tot in 2004. In 2007 keerde Prichard terug naar de WWE als trainer en verving Bill DeMott op Deep South Wrestling (DSW). Op 30 mei 2012 verliet hij het bedrijf nadat zijn contract was afgelopen.

## In het worstelen
- Finishers
  - Diving splash
  - Piledriver
  - Superkick

- Signature moves
  - Boston crab
  - Sleeper hold

- Managers
  - Jim Cornette
  - Tojo Yamamoto
  - Judd the Studd
  - Dirty White Girl
  - Jonathan Boyd
  - Eddie Gilbert
  - Paul Heyman
  - Bambi
  - Jimmy Shoulders / Cloudy
  - Downtown Bruno
  - Sunny
  - Missy Hyatt
  - Marcus Woodrow III

- Worstelaars getraind
  - Kurt Angle
  - Val Venis
  - The Rock
  - Mark Henry
  - Brie Bella
  - Nikki Bella
  - Edge
  - Steve Bradley

- Bijnaam
  - "Doctor of Desire"

## Prestaties
- All-Star Wrestling
  - ASW Southern Heavyweight Championship (1 keer)

- American Wrestling Council
  - AWC Heavyweight Championship (1 keer)

- Five Star Wrestling
  - FSW Tag Team Championship (1 keer met Smack Johnson)

- NWA Hollywood Wrestling
  - NWA Americas Tag Team Championship (4 keer; 1x met Apollo Jalisco, 1x met Alberto Madril en 1x met Chris Adams

- NWA Rocky Top
  - NWA Rocky Top Heavyweight Championship (1 keer)

- NWA Wrestle Birmingham
  - NWA Alabama Heavyweight Championship (1 keer)

- Pacific Northwest Wrestling
  - NWA Pacific Northwest Tag Team Championship (3 keer met Brett Sawyer)

- Pennsylvania Championship Wrestling
  - PCW Tag Team Championship (1 keer met Jimmy Del Ray)

- Southeastern Championship Wrestling / Continental Championship Wrestling / Continental Wrestling Federation
  - CWF Heavyweight Championship (3 keer)
  - NWA Alabama Heavyweight Championship (2 keer)
  - NWA Southeast United States Junior Heavyweight Championship (5 keer)

- Smoky Mountain Wrestling
  - SMW Tag Team Championship (8 keer; 5x met Stan Lane en 3x met Jimmy Del Ray)

- United States Wrestling Association
  - USWA Southern Heavyweight Championship (6 keer)
  - USWA Texas Heavyweight Championship (2 keer)
  - USWA World Tag Team Championship (1 keer met Jimmy Del Ray)

- United Wrestling Association
  - UWA Southern Heavyweight Championship (1 keer)
  - UWA Texas Heavyweight Championship (1 keer)

- World Wrestling Federation
  - WWF World Tag Team Championship (1 keer met Bodydonna Skip)